# Carles I d'Anjou
Carles I d'Anjou (21 de març de 1227 - Foggia, Regne d'Itàlia, 1285) fou comte d'Anjou, Provença i Maine (1246 - 1285); rei de Sicília (1266 - 1282); rei de Nàpols (1266 -1285); rei titular d'Albània (1267-85); rei titular de Jerusalem (1278 - 85).

## Família

Primer escut de Carles I d'Anjou (fins al 1246)

Fill pòstum de Lluís VIII de França i de Blanca de Castella. Era net per línia paterna de Felip II de França i d'Isabel d'Hainaut, i per línia materna d'Alfons VIII de Castella i d'Elionor d'Anglaterra. Fou germà petit del rei Lluís IX de França, del comte Robert I d'Artois i del comte Alfons III de Poitiers. Es casà el 31 de gener del 1246 a Ais de Provença amb la comtessa Beatriu I de Provença, que havia heretat Provença, Forcalquer i Niça. Tingueren els següents fills:
- Lluís d'Anjou (mort a Xipre el 1248)
- Blanca d'Anjou (1250 - 1268), casada el juny de 1266 amb el comte Robert III de Flandes (mort el 1322)
- Beatriu d'Anjou (1252 – 1275), casada el 15 d'octubre del 1273 amb Felip de Courtenay, emperador titular de Constantinoble mort el 1283.
- Carles II de Nàpols el coix (1254–Nàpols 6 de maig de 1309), rei de Nàpols i Jerusalem i comte de Provença i Anjou
- Felip d'Anjou-Nàpols (1254–Bari 1 de gener 1277), rei titular de Tessalònica i príncep d'Acaia del 1271 al 1277. Casat a Trani el 28 de maig de 1271 amb Isabel I d'Acaia princesa d'Acaia del 1289 al 1307 (filla i hereva de Guillem II d'Acaia i d'Anna Comnè Ducas Àngel, senyora de Calamata, que es va morir el 1312 als 49 anys.
- Robert d'Anjou (1258 – 1265)
- Elisabet Maria d'Anjou (1261 – ~1300), casada el maig de 1270 amb Ladislau IV d'Hongria (mort assassinat el 1290)
- Margarida (morta jove)

Va tenir també dos fills naturals: Carles, fill natural tingut amb Lauduna; i Sobúcia, filla natural tingut amb Giacoma
En segones núpcies es casà el 18 de novembre de 1267 amb Margarida de Borgonya, neta del comte Hug IV de Borgonya, que li aportà l'administració del comtat de Tonnerre i les senyories de Montmirail, Alluyes, Torigny i Brugny. No van tenir descendència.

## Accés a Provença

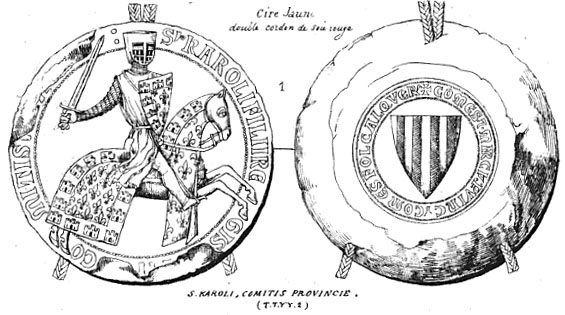
Segell de 1248 de Carles d'Anjou, casat amb Beatriu I de Provença, filla de Ramon Berenguer V de Provença

Quan va arribar a Provença per celebrar el matrimoni, Carles d'Anjou no fou ben rebut i hagué de sotmetre's als senyors i les viles, especialment els senyors dels Bauç, Castelana, i els dels comtats de Forcalquer, que tenien el suport de la sogra de Carles, Beatriu de Savoia, mare de la seva dona. Gènova aprofità les revoltes per ocupar Menton.
El 1248 se n'anà a la Setena Croada amb son germà Lluís i fou fet presoner en la batalla de Mansura. No deixà Egipte fins al 1250.
El 1251 les ciutats de Provença formaren una lliga per esdevenir autònomes, però Carles les sotmeté el 1252. El 27 de novembre del mateix any morí la seva mare i regent, Blanca de Castella, i tornà a França per assumir la regència amb el seu germà Alfons III de Poitiers. En la lluita contra Joan d'Avesnes en favor de Margarida de Flandes, obtingué la investidura del comtat d'Hainaut i la regència del comtat de Flandes. Però al retorn de Lluís IX deixà aquests càrrecs.
El 1256 obtingué de Beatriu de Savoia la renúncia al comtat de Forcalquer. Després obtingué el comtat Venaissin i els comtats de Gap i Embrun. El 1257 Marsella rebé una carta municipal i un veguer fou nomenat al front de la ciutat, que se sollevà el 1262 i 1263 sense èxit. El vescomtat de Ieras, la meitat del vescomtat de Marsella, fou annexionat (15 d'octubre) com ho havia estat l'altra meitat i la vila de Marsella. El 1258 el veí comte de Ventimiglia li hagué de cedir algunes possessions que permetien l'accés a Itàlia i el coll de Tenda.

## Conflictes i consolidació

Escut d'armes del Casal d'Anjou del Regne de Nàpols

Manfred, el fill il·legítim de l'emperador Frederic II havia estat coronat rei de Sicília el 10 d'agost de 1258 a Palerm. Carles va ampliar els dominis de Provença quan el 1259 va interferir en els afers italians i entrà a Itàlia ocupant Coni, Alba, Cherasco, Vall de la Maira i Val d'Estura, es feu proclamar senyor de Cuneo i de Borgo San Dalmazzo i els marquesos de Saluzzo, Ceva i Cravansana es declararen vassalls seus. El 1260 fou proclamat senyor a Mondovi i Sogliano però va veure les seves ambicions aturades a l'est per Guillem Boccanegra, capità del poble de la República de Gènova, aliat de Manfred, i per Guillem VII de Montferrat.
Després que els barons anglesos anunciessin que s'oposaven a una guerra contra Manfred, el papa Alexandre IV va anul·lar la concessió del Regne de Sicília de 1253 a Edmund d'Anglaterra. però el successor d'Alexandre, el papa Urbà IV, estava decidit a posar fi al domini de l'emperador a Itàlia i a enviar el seu notari, Albert de Parma, a París per negociar amb Lluís IX de França perquè Carles fos col·locat al tron sicilià. El 1262, Constança de Sicília, filla de Manfred, es casà amb Pere el Gran, comte de Barcelona i rei d'Aragó. Aquest acostament entre la dinastia Hohenstaufen i el casal de Barcelona provocà l'antipatia del papa francès, que buscà ajuda en Carles I d'Anjou, germà petit del seu aliat Lluís IX de França. Carles es va reunir amb l'enviat del papa a principis de 1262.
Aprofitant l'absència de Carles, Bonifaci VI de Castellana va provocar una nova revolta a Provença recolzat per Jaume II de Mallorca i Pere el Gran. Els burgesos de Marsella van expulsar els funcionaris de Carles, però Barral dels Baus va aturar la propagació de la rebel·lió abans del retorn de Carles. Guillem Boccanegra fou destituït al maig a Gènova i Carles va cedir el juliol de 1262 Ventimiglia, Ròcabruna i Mònaco a Gènova per assegurar la seva neutralitat, va derrotar els rebels a Avinyó, Arles i Marsella, i amb la mediació de Jaume el Conqueridor va aconseguir un acord amb Marsella el novembre de 1262 que va repetir essencialment els termes del de 1257, que establia que les fortificacions de Marsella haurien de ser desmantellades i el poble lliurar les armes conservant la seva autonomia.
El papa Climent IV el nomenà senador a Roma, Protector de Florència i vicari de Toscana, i quedà com a cap del partit güelf, partidari del papa, contra els gibel·lins, partidaris de l'emperador. El papa, d'origen provençal, estava contra els gibel·lins Hohenstaufen, emperadors i reis de Sicília, regne que els successius papes prometeren a Carles si el conqueria. El 1264 Carles entrà a Torí on es proclamà senyor.

## Rei de Sicília
El 26 de febrer de 1265 Climent IV donà el Regne de Sicília a Carles. Aquest passà a l'acció i amb un exèrcit d'angevins i provençals i amb l'ajut de Bucard V de Vendôme, del comte de Soissons Joan de Nesles, de Guiu de Montfort, i d'altres, passà a Itàlia sortint de Marsella el 10 de maig de 1265; atacà Obert Pallavicini, senyor de Cremona, Parma, Piacenza i Brescia, al que derrotà, deixant-li només la regió de Gisalecchio. Després derrotà el cap gibelí de Cremona Buoso Doara al Pont Oglio, i Doara fugí ocupant Carles la ciutat; fou reconegut senyor a Prato, Pistoia i Lucca; també fou senyor d'Ancona, Rimini, Mòdena, Màntua, Ferrara, Milà i Brescia; arribà a Roma on rebé les insígnies del seu càrrec de senador el 21 de juny de 1265, essent coronat rei de Sicília el 28 de juny i Conradí i Manfred I de Sicília foren desposseïts formalment dels seus drets. Carles s'alià a Obizzo II d'Este, marquès de Ferrara. El 20 de gener de 1266 sortí de Roma i avançà cap a Nàpols. Acampà a Mignano el 16 de febrer. Manfred sortí de Càpua i se situà al nord-oest de Benevento a l'anomenat «Camp Grandella» o «de les roses». Els sicilians entraren a Fandi, domini del papa, però el combat decisiu tingué lloc en la batalla de Benevent el 26 de febrer on Carles aconseguí la mort de Manfred. Els seus seguidors van reconèixer Carles, que entrà a Càpua. Fins i tot Corfú reconegué el nou rei, però el dèspota de l'Epir aprofità per apoderar-se d'Albània.
Pere el Gran, hereu de la Corona d'Aragó, reclamà el regne com a marit de Constança de Sicília, filla gran de Manfred. Però els gibel·lins d'Itàlia cridaren al duc de Suàbia, Conradí de Sicília, de tal sols 16 anys, fill de l'antic rei de Sicília Conrad IV que reuní un exèrcit i baixà cap a Itàlia sent aclamat a Verona, Pavia i Pisa i al que s'uniren molts nobles sicilians. Carles l'esperava als Abruços. Amb Conradí estaven els duc Lluís de Baviera, Frederic de Baden, el comte Meinard de Tirol i senyor de Trento.

## Imperi Llatí
El Tractat de Viterbo (1267) ratificat el 27 de maig amb Guillem II d'Acaia i Balduí II de Constantinoble, Carles I d'Anjou obtingué la sobirania sobre el Principat d'Acaia a canvi d'ajudar Balduí II de Constantinoble a recuperar el tron de l'Imperi Llatí. Guillem acordà nomenar hereva a la seva filla Isabel I d'Acaia i que aquesta es casaria amb Felip d'Anjou, fill de Carles. També es concertà l'enllaç de Maria d'Hongria, amb el seu fill Carles II d'Anjou, i la seva filla Isabel es casà amb Ladislau IV d'Hongria. A més, Felip de Courtenay, fill de Balduí II de Constantinoble, es comprometé amb Beatriu de Sicília, segona filla de Carles I d'Anjou.

## Aixecament del Regne de Sicília
El 1268 molts nobles sicilians s'aixecaren per Conradí de Sicília. Aquest sortí de Roma, amb tropes alemanyes, italianes, castellanes encapçalades per Enric el Senador, i musulmanes. L'11 d'agost i derrotà Carles en la batalla de Ponte de Valla, mentre la seva flota derrotava també el derrotava en la batalla de Milazzo, a la costa de l'illa de Sicília. Però en el combat decisiu a Surcola, a la vora del riu Salto, coneguda com a batalla de Tagliacozzo, el 23 d'agost de 1268 Carles obtingué la victòria i Conradí fou fet presoner junt amb Frederic de Baden. Ambdós presoners foren executats el 29 d'octubre. Conradí cedí els seus drets abans de morir a la seva cosina Constança de Sicília, casada amb Pere el Gran de Catalunya i Aragó. Carles entrà a Roma on es feu proclamar senador únic. Algunes ciutats van proclamar la seva senyoria i especialment Brèscia (que el va haver de senyor fins al 1281). També ocupà Durazzo a Albània. La ciutat de Nàpols fou declarada capital del Regne de Sicília en comptes de Palerm i eliminà als nobles sicilians que l'havien traït col·locant angevins i provençals en el seu lloc.

## Vuitena Croada
El 1270 anà amb Lluís IX de França en la Vuitena Croada a Tunis, on el rei morí de pesta abans d'arribar Carles, que negocià amb l'emir de Tunis la retirada. El 1271 com a dominador de Durazzo, fou reconegut rei d'Albània pels senyors locals després de la mort de Miquel II Àngel-Comnè Ducas de l'Epir. No obstant això, Miquel va deixar els seus dominis entre els seus dos fills: Nicèfor I Àngel (Epir) i Joan, nord de Tessàlia, i fins a la renúncia el 1273 de Nicèfor no fou realment rei, tot i que aquest conservà el territori en feu.

## Güelfs i gibel·lins

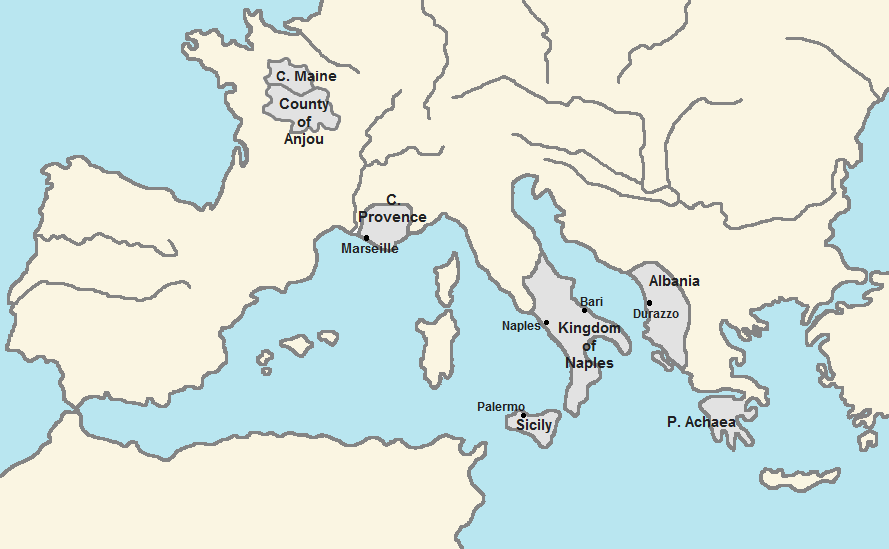
Dominis de Carles I d'Anjou a principis de la dècada de 1970

Carles I d'Anjou tenia la intenció d'estendre el seu domini sobre tot el nord d'Itàlia i va demanar a les ciutats güelfes que convoquessin una assemblea a Cremona, durant la qual seria reconeguda la seva senyoria però les ciutats participants, capitanejades per Napoleó Torriani no estaven disposades a reconèixer la seva autoritat. Carles d'Anjou va donar suport a moltes rebel·lions contra els Torriani i Napoleó es va veure obligat a augmentar els impostos. Primer Brescia i després Lodi van abandonar la Lliga Güelfa i van passar als gibel·lins en 1269, però van ser reconquerides per Napoleó. Després Como també es va revoltar i fins i tot a Milà va començar a sorgir l'oposició a causa dels continus i enormes impostos demanats per Napoleó. Posteriorment, Crema, Cremona i Novara també es van aixecar i en aquest punt el poder dels Torriani va començar a trontollar. L'any 1272 es va convocar un nou concili on finalment Napoleó Torriani va ser reconegut com a senyor de Milà.
Per aquest temps el gibel·lins recuperaren posicions a Itàlia: Gènova, Montferrat, Pavia, Novara, Verona i Màntua. El governador o senescal de Llombardia designat per Carles fou derrotat el 10 de novembre del 1275 en la batalla de Roccavione per Guillem VII de Montferrat, i els angevins evacuaren el Piemont, Llombardia i, finalment, el 1277 la batalla de Desio senyalà la victòria definitiva d'Otó Visconti, qui empresonà Napoleó Torriani obtenint, de facto, tant l'arquebisbat com la senyoria de Milà. El nou Papa Nicolau III, pertanyent a la casa d'Orsini, rival tradicional dels Anjou, no ajudà a millorar la situació, sinó ben al contrari fa perdre a Carles Bolònia i altres ciutats, fins que el 1280 arribà al papat Martí IV, d'origen francès).

## Negoci de Constantinoble

Escut d'armes de Carles I modificat el 1277 amb els drets sobre Jerusalem

El 1277 Carles d'Anjou conquerí Sant Joan d'Acre a Hug IV de Lusignan, rei de Xipre, i comprà els drets al títol del Regne de Jerusalem a Maria d'Antioquia. El 1280 el nou Papa Martí IV li era favorable per conquerir Constantinoble, de la que Carles reclamava el tron com a emperador llatí enfront de l'emperador romà d'Orient Miquel VII Paleòleg, i declarà una croada contra l'Imperi Romà d'Orient al·legant l'incompliment de la unió d'esglésies, i és que Miquel havia promès sotmetre l'església oriental al papa. De seguida Carles començà a reunir un exèrcit a Belegrada, disposat a conquerir Constantinoble, mentre el rei català Pere i els romans d'Orient repartien diners per aconseguir el suport dels sicilians contra Carles. El 1281 l'exèrcit de Carles, al que hi participaven tropes del papa, Sèrbia, Bulgària, Acaia, Tessàlia, Epir, Atenes, i la República de Venècia, que havia sortit d'Albània són derrotades pels romans d'Orient liderats per Miquel Tarcaniota, amb els aliats d'Hongria, Egipte, Kiptxak i la Corona d'Aragó, a prop de Belegrada.

## Guerra de Sicília
El 1282 l'influent noble sicilià Joan de Procida, que havia estat metge del rei Manfred, organitzà la revolta general contra els angevins i a favor del rei de Catalunya. La rebel·lió esclatà el 30 de març del 1282 i fou coneguda com a Vespres sicilianes. Els francesos de l'illa foren assassinats. La delegació dels rebels anà a trobar el rei Pere al nord d'Àfrica i li oferiren la corona. Pere va anar cap a l'illa i desembarcà a Trapani el 29 d'agost i entrà a Palerm l'endemà. El bisbe de Cefalù el coronà rei el 8 de setembre.
Els sicilians al servei del príncep Pere foren derrotats a Magliano di Marsi però els angevins foren derrotats decisivament al setge de Messina el setembre i van perdre en la batalla deu mil soldats. Totes les ciutats de l'illa i de Malta i Ischia se sotmeteren al rei català, però Carles va reeixir a conservar el sud peninsular d'Itàlia, on continuà titulant-se rei de Sicília tot i no dominar l'illa, si bé el territori fou conegut normalment com a regne de Sicília peninsular o Regne de Nàpols. Una flota angevina fou derrotada prop de Nàpols.
El 1283 Carles d'Anjou va nomenar Guillem de Berardi com a virrei d'Albània, amb seu a Dirràquion. Mentre Pere el Gran atacà Calàbria i ocupà Reggio i altres llocs, alhora que Carles recuperava Isxia. En aquesta delicada situació la noblesa aragonesa formà l'anomenada Unió, juraments de Tarassona i Saragossa, i reclamà drets que el rei Pere hagué de concedir, el Privilegi general, a més de privilegis locals, amb exempció d'impostos per establir-se a Sicília i Calàbria i confirmació dels seus Usatges. Una revolta proangevina a Sicília fou ràpidament dominada. Carles intentà ocupar Malta, que s'havia declarat favorable a Pere d'Aragó però encara no estava ocupada pels catalans, però la flota catalana sota el comandament de Roger de Llúria, el derrotà a les seves aigües el 3 de maig i els catalans desembarcaren a Malta, Gozzo i Comino i l'estol tornà a Sicília evitant un desembarcament angeví a l'illa.
El desafiament de Bordeus fou un desafiament llançat per Pere el Gran a Carles d'Anjou segons el qual s'havia de celebrar un duel entre els dos a Bordeus acompanyats de 100 cavallers del Regne de França i 100 cavallers de la Corona d'Aragó. L'objectiu era decidir el futur de Sicília. El duel s'hauria d'haver celebrat l'1 de juny de 1283. Pere el Gran es va assabentar que era una trampa, així que es va disfressar de mercader i va viatjar a Bordeus d'amagat acompanyat de tres cavallers disfressats de servents. Allà es va identificar davant de les autoritats locals, provant que havia complert el compromís i denunciant el parany francès. Tot seguit tornaria a Catalunya.
La flota catalana atacà Nàpols i reprengué Ischia conquerint també Capri. La flota de Roger de Llúria fou atacada el 5 de juny de 1284 prop de la capital del regne per l'angevina sota el comandament del fill de Carles d'Anjou, Carles de Salerno, després d'un primer contacte Roger fingí retirar-se cap a Castellmare però en sec es parà i inicià tot seguit el combat en mig de les aigües del golf de Nàpols i destruí a la flota angevina el 5 de juny de 1284. Carles fou fet presoner. A Nàpols esclatà un motí popular a favor de Pere el Gran que fou brutalment reprimit pels francesos els dies 6, 7 i 8 de juny). Roger de Llúria, després de deixar al seu important presoner a Sicília passà a Calàbria a l'agost i ocupà Nicotera, Castelvetro, Castroiviceri i tota la Basilicata. Al setembre passà al nord d'Àfrica on conquerí l'illa de Gelbes (Djerba).

## Croada contra la Corona d'Aragó

Moviments croats el 1285

El papa Martí IV, favorable a Carles, va declarar el rei Pere privat dels seus regnes, i donà la investidura a Carles I de Valois, segon fill del rei Felip III de França. Els francesos ocuparen la Vall d'Aran però no pogueren seguir avançant; l'any següent ho provaren amb les tropes que tenien al regne de Navarra, però també fracassaren i en el contraatac català-aragones de l'any 1284 assetjaren Tudela. En el darrer intent l'any 1285 entraren els francesos pel territori rossellonès del rei de Mallorca, que per pacte estava obligat a deixar pas franc, i acamparen a Elna i Perpinyà, creuant per la Maçana el juny; entraren a Castelló d'Empúries i assetjaren Girona el 26 de juny i ocuparen Figueres, Roses, Sant Feliu de Guíxols i Blanes; Peralada fou destruïda sense aconseguir rendir-la; però la flota francesa fou batuda pels catalans entre Roses i Sant Feliu i, per segona vegada, davant de Sant Feliu el 27 d'agost i de Roses el 3 de setembre, i finalment, de manera decisiva davant de Cadaqués el 4 de setembre.
Girona hagué de rendir-se el 5 de setembre mentre la flota catalana marxava a atacar Provença; en aquell moment la pesta s'estengué entre els francesos que evacuaren Girona el 7 de setembre però es van trobar la retirada tallada al Coll de Panissars i a La Maçana, però com que molts soldats estaven malalts accediren a no atacar-los i els van deixar passar per Agullana; una part de l'exèrcit francès volgué passar pel Coll de Panissars, els defensors del qual no coneixien l'ordre de deixar pas franc, i els francesos foren aniquilats allí entre el 30 de setembre i l'1 d'octubre en la batalla del coll de Panissars. El rei Felip III de França, que acompanyava el seu fill Carles de Valois, pogué arribar a Perpinyà, però va morir de la pesta el dia 5 d'octubre.

## Pèrdua de Sicília
A començaments de 1285 morí a Foggia Carles d'Anjou, i el seu fill Carles II d'Anjou fou proclamat successor però com que era presoner dels catalans exerciren la regència el seu nebot Robert II d'Artois i Gerard de Parmo mentre els catalans ocupaven Tàrent. El seu rival Pere II el Gran morí el mateix any.
El 1285 es va signar el Tractat de Cefalù el tractat entre Carles II d'Anjou i Pere el Gran de la Corona d'Aragó, pel qual Carles, presoner de Pere a Cefalù, renunciava a l'illa de Sicília en favor de Jaume, germà del futur Alfons el Franc de la Corona d'Aragó, i a canvi era alliberat. També s'establí el casament de Jaume amb una filla de Carles, i el de la princesa catalana Violant amb un dels fills de Carles. Tot i que Carles el va ratificar després de ser alliberat, però encara en territori català, ni França ni el papa van reconèixer el tractat.